# Вукры (герб)
Вукры, Укры, (польск. Wukry, Ukry) в красном поле три серебряных бруса (пол. trzy belki), визуально образующие лестницу. Над ними два золотых полумесяца, образующие круг и Мальтийского крест без правой части перекладины. На шлеме пять страусовых перьев. Начало этого знамени в Венгрии (Угории), как показывает и самое его название.

## Используют
Bakowiecki-Mokosiej, Denisko, Gorajski, Matfiejewski, Mokosiej, Nowosielski, Szybiński, Wujek, Wukry, Wysoczański, Jelenski.